# Marieholm (Småland)
Marieholm is een plaats in de gemeente Gnosjö in het landschap Småland en de provincie Jönköpings län in Zweden. De plaats heeft 218 inwoners (2005) en een oppervlakte van 41 hectare.